# Physella natricina
Physella natricina е вид коремоного от семейство Physidae.

## Разпространение
Видът е разпространен в САЩ.